# Gradac (Batočina)
Pour les articles homonymes, voir Gradac.
Gradac (en serbe cyrillique : Градац) est un village de Serbie situé dans la municipalité de Batočina, district de Šumadija. Au recensement de 2011, il comptait 206 habitants.

## Géographie

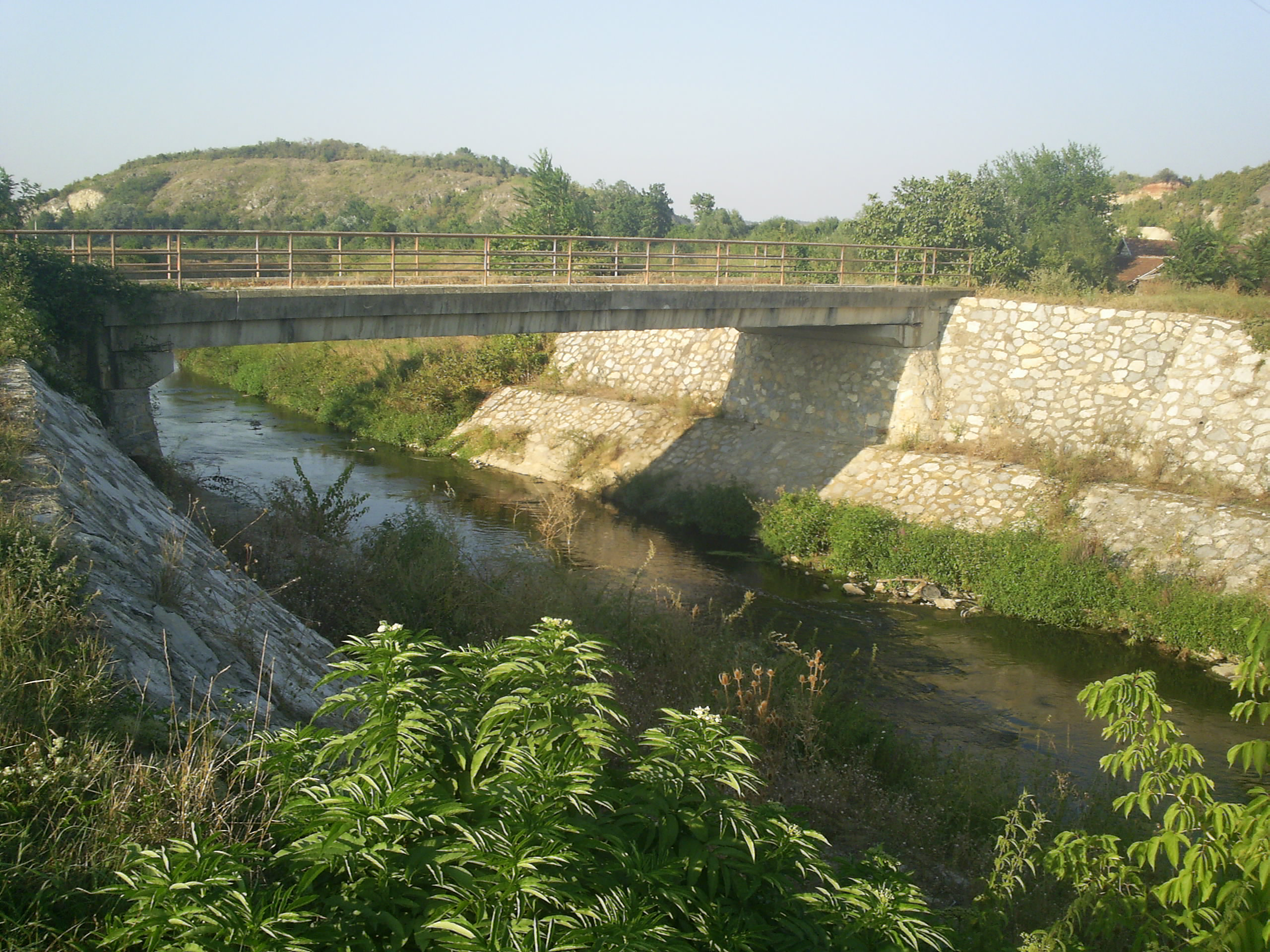
La rivière Lepenica à Gradac

## Démographie
| 1948 | 1953 | 1961 | 1971 | 1981 | 1991 | 2002 | 2011 |
| ---- | ---- | ---- | ---- | ---- | ---- | ---- | ---- |
| 354  | 349  | 351  | 333  | 340  | 273  | 245  | 206  |

|  |